# براقش
براقش (به عربی: براقش) یک منطقهٔ مسکونی در یمن است که در استان جوف واقع شده‌است.